# Apostolische Briefe
| Neues Testament |
| --- |
| Evangelien |
| - Matthäus - Markus - Lukas - Johannes |
| Apostelgeschichte |
| Paulusbriefe |
| - Römer - 1. Korinther - 2. Korinther - Galater - Epheser - Philipper - Kolosser - 1. Thessalonicher - 2. Thessalonicher - 1. Timotheus - 2. Timotheus - Titus - Philemon - Hebräer |
| Katholische Briefe |
| - Jakobus - 1. Petrus - 2. Petrus - 1. Johannes - 2. Johannes - 3. Johannes - Judas                                                                                                 |
| Offenbarung |

Die Apostolische Briefe sind 19 Lehr- und Ermahnungsschreiben des Neuen Testaments, die zur frühchristlichen Briefliteratur zählen. Als Absender sind verschiedene Apostel genannt. Sie richten sich an christliche Gemeinden oder an einzelne Christen. Die Apostolischen Briefe sind eingeteilt in zwei ursprünglich getrennt überlieferte Textsammlungen. 
Die erste Sammlung ist das Corpus Paulinum, bestehend aus 13 Paulusbriefen und dem Brief an die Hebräer. Die Verfasserschaft einiger paulinischer Briefe ist heute umstritten, d. h. sie könnten von Paulusschülern unter Berufung auf Paulus geschrieben worden sein, vgl. Pseudepigraphie in der Bibel. Der Hebräerbrief ist anonym überliefert und wurde in der Tradition irrtümlich zu den Paulusbriefen gerechnet und so in den biblischen Kanon aufgenommen. Die Pastoralbriefe sind eine eigene Gruppe der Paulusbriefe. 
Die zweite Sammlung besteht aus den sieben Katholischen Briefen, die zusammen mit der Apostelgeschichte Bestandteil des Corpus Apostolicum waren. Katholisch (griechisch καθολικός katholikós „allgemein“) hat hier keine konfessionelle Bedeutung. Sie heißen katholisch, weil sie nicht an einzelne Empfänger, sondern an die allgemeine Christenheit gerichtet sind. Allgemein gelten in der heutigen Bibelwissenschaft alle katholischen Briefe als Pseudepigraphen.
Der Begriff Epistel bezieht sich auf Lesungen von Abschnitten der apostolischen Briefe im Gottesdienst. In der Liturgie wurde der Begriff aufgeweitet auf Textlesungen aus anderen Büchern des Neuen Testaments, wie aus der Apostelgeschichte und der Offenbarung des Johannes, mit Ausnahme der Evangelien.
Mehrere von Aposteln verfasste Briefe sind vermutlich verloren gegangen, so z. B. der „Tränenbrief“ des Paulus an die Korinther (1 Kor 5,9 ) und ein Brief an die Laodicenser (Kol 4,15 ).
Von diesen Briefen der Bibel zu unterscheiden ist eine apokryphe Schrift unter dem Namen Epistula Apostolorum, die keinen der aus der Bibel bekannten Apostel als Verfasser hat.